# Bucov
Bucov – miejscowość w Rumunii, w okręgu Prahova, siedziba administracyjna gminy. W 2011 roku liczyła 4783 mieszkańców.
20 października 1600 pod Bucovem rozegrała się bitwa pomiędzy wojskami polsko-mołdawskimi a wołoskimi.